# Duruelo
Duruelo is een gemeente in de Spaanse provincie Segovia in de regio Castilië en León met een oppervlakte van 17,26 km². Duruelo telt 170 inwoners (1 januari 2016).

## Demografische ontwikkeling
Bron: INE, 1857-2011: volkstellingen
Opm.: In 1857 werd de gemeente Los Cortos aangehecht